# Anh Thái
Nguyễn Anh Thái (1938 – 15 tháng 6 năm 2024) là nam diễn viên, đạo diễn điện ảnh Việt Nam. Ông được biết đến qua vai anh Dậu trong bộ phim điện ảnh Chị Dậu, cụ Cần trong hai phần phim truyền hình Chạy án. Bộ phim điện ảnh Khi vắng bà do ông đạo diễn từng giành giải Bông sen bạc nhạc mục Phim thiếu nhi, cá nhân ông cũng giành giải Đạo diễn xuất sắc cùng hạng mục này tại Liên hoan phim Việt Nam lần thứ 8.

## Sự nghiệp
Anh Thái từng theo học trường Thiếu sinh quân cùng với một số người như nhà văn Ma Văn Kháng, Năm 1959, Trường Điện ảnh Việt Nam được thành lập, Anh Thái là học viên lớp Diễn viên điện ảnh khóa 1 của trường, ông nằm trong số những người luôn đạt điểm cao nhất lớp. Khóa học này tốt nghiệp năm 1962.
Anh Thái từng đóng cặp với Trà Giang trong vở kịch Một ngày đầu thu, được thầy giáo và các bạn học đánh giá cao, nhưng khi vở kích được chuyển thể thành phim điện ảnh năm 1992 thì trong hai người chỉ có Trà Giang được nhận vai. Sau khi ra trường, ông về công tác tại Hãng Phim truyện Việt Nam, sau này là đạo diễn tại Đoàn kịch điện ảnh của Hãng. Anh Thái nhận được các vai phim các bộ phim điện ảnh như Người chiến sĩ trẻ, Nổi gió, Bài ca ra trận. Trong Bài ca ra trận ông đóng vai một thương binh, với diễn xuất tốt, nên nhân vật của ông được đạo diễn Trần Đắc sửa lại thành nhân vật thứ chính, đây là một chuyện đặc biệt hiếm xảy ra với quy trình sản xuất phim thời bấy giờ. Một năm sau ông được đạo diễn Khắc Lợi mời tham gia thực hiện bộ phim Bức tường không xây.
Năm 1980, khi đạo diễn Phạm Văn Khoa thực hiện bộ phim Chị Dậu cũng đã rất ưu ái ông, vì nhân vật chính là nữ nên ông không thể nhận vai này, Phạm Văn Khoa đã cho ông tự chọn một trong ba nhân vật thứ quan trọng sau chị Dậu. Anh Thái đã chọn thể hiện nhân vật anh Dậu mặc dù nhân vật này không có nhiều đất diễn. Bộ phim đã rất thành công và được xem là một trong những phim kinh điển của Việt Nam, vai diễn anh Dậu cũng giúp ông được khán giả biết đến nhiều hơn. Ngoài diễn xuất, Anh Thái còn kiêm vai trò đạo diễn phim thiếu nhi, bộ phim Đàn chim trở về do ông đạo diễn năm 1984 đã giành được giải Bông sen Bạc hạng mục Phim thiếu nhi tại Liên hoan phim Việt Nam lần thứ 7. Sau đó ông lần lượt chuyển thể các tác phẩm thơ của Xuân Quỳnh và Hoàng Nhuận Cầm thành hai bộ phim thiếu nhi Khi vắng bà và Đằng sau cánh cửa. Bộ phim thiếu nhi Khi vắng bà sản xuất năm 1985 cũng đã giành được giải Bông sen Bạc và cá nhân ông cũng giành được giải Đạo diễn xuất sắc tại hạng mục Phim thiếu nhi của Liên hoan phim Việt Nam lần thứ 8. trong khi hạng mục này của kỳ liên hoan này không có giải Vàng. Trong cả hai kỳ Liên hoan phim này, hạng mục Phim thiếu nhi đều không có giải Bông sen Vàng.
Từ thập niên 1990, Anh Thái bắt đầu chuyển sang đóng vai phụ trong các bộ phim truyền hình, nổi bật trong số này có thể kể đến như Chạy án, Chủ tịch tỉnh hay Cầu vồng tình yêu. Kể từ sau bộ phim truyền hình tết Lời nói dối ngọt ngào, ông không còn tham gia đóng bộ phim nào khác.

## Qua đời
Nguyễn Anh Thái qua đời chiều 15 tháng 6 năm 2024 tại nhà riêng sau một tuần chạy chữa tại bệnh viện Xanh Pôn, trước đấy ông đã gặp tai nạn giao thông khi trên đường đi lĩnh lương hưu và bị xuất huyết não sau vụ va chạm.

## Tác phẩm
| Năm  | Tựa đề                                  | Vai diễn            | Định dạng            | Chú thích |
| ---- | --------------------------------------- | ------------------- | -------------------- | --------- |
| 1964 | Người chiến sĩ trẻ                      | Kính                | Điện ảnh             | [ 8 ]     |
| 1966 | Nổi gió                                 | Song                | Điện ảnh             | [ 8 ]     |
| 1967 | Khói                                    | Bí thư chi đoàn     | Điện ảnh             | [ 8 ]     |
| 1965 | Biển lửa                                | Bất                 | Điện ảnh             | [ 8 ]     |
| 1969 | Tiền tuyến gọi                          | Bằng                | Điện ảnh             | [ 8 ]     |
| 1972 | Sau cơn bão                             | Phấn                | Điện ảnh             | [ 8 ]     |
| 1973 | Bài ca ra trận                          | Thương binh         | Điện ảnh             |           |
| 1977 | Bức tường không xây                     |                     | Điện ảnh             | [ 3 ]     |
| 1978 | Chom và Sa                              | Xi                  | Điện ảnh             |           |
| 1980 | Chị Dậu                                 | Anh Dậu             | Điện ảnh             | [ 8 ]     |
| 1984 | Đàn chim trở về                         | Đạo diễn            | Điện ảnh             |           |
| 1985 | Khi vắng bà                             | Đạo diễn            | Điện ảnh             | [ 5 ]     |
| 1987 | Đằng sau cánh cửa                       | Đạo diễn            | Điện ảnh             | [ 5 ]     |
| 1988 | Hoang tưởng                             | Đạo diễn            | Điện ảnh             |           |
| 1988 | Giờ học bình thường                     |                     | Điện ảnh             |           |
| 1996 | Hoa muống biển                          |                     | Điện ảnh truyền hình | [ 3 ]     |
| 1996 | Giấc mơ hoa                             | Đạo diễn và vai phụ | Điện ảnh truyền hình |           |
| 2003 | Miếu làng                               | Đạo diễn            | Điện ảnh truyền hình | [ 5 ]     |
| 2005 | Tia nắng mong manh                      | Ông Nho             | Ngắn tập             |           |
| 2006 | Chạy án                                 | Cụ Cần              | Dài tập              | [ 8 ]     |
| 2007 | Gia đình thợ mỏ                         |                     | Ngắn tập             |           |
| 2008 | Giấc mộng lên đời                       | Trưởng họ           | Điện ảnh truyền hình |           |
| 2008 | Chạy án 2                               |                     | Dài tập              | [ 8 ]     |
| 2009 | Bố con người làm đồ giả                 | Ông Can Tương       | Điện ảnh truyền hình |           |
| 2010 | Lều chõng                               | cụ Bảng             | Dài tập              | [ 8 ]     |
| 2011 | Chủ tịch tỉnh                           | Ông trần            | Dài tập              | [ 8 ]     |
| 2011 | Lý Công Uẩn: Đường tới thành Thăng Long | Nguyễn Bặc          | Dài tập              |           |
| 2011 | Cầu vồng tình yêu                       | Ông Kim             | Dài tập              | [ 5 ]     |
| 2016 | Lời nói dối ngọt ngào                   | Ông Khang           | Ngắn tập             |           |

## Giải thưởng
| Năm  | Giải thưởng                       | Hạng mục                         | Đề cử     | Kết quả      | Tác phầm        | Vai trò  | Chú thích   |
| ---- | --------------------------------- | -------------------------------- | --------- | ------------ | --------------- | -------- | ----------- |
| 1985 | Liên hoan phim Việt Nam lần thứ 7 | Phim thiếu nhi xuất sắc          | (bộ phim) | Bông sen Bạc | Đàn chim trở về | Đạo diễn | [ 6 ]       |
| 1988 | Liên hoan phim Việt Nam lần thứ 8 | Phim thiếu nhi xuất sắc          | (bộ phim) | Bông sen Bạc | Khi vắng bà     | Đạo diễn | [ 5 ] [ 6 ] |
| 1988 | Liên hoan phim Việt Nam lần thứ 8 | Đạo diễn Phim thiếu nhi xuất sắc | Anh Thái  | Đoạt giải    | Khi vắng bà     | Đạo diễn | [ 6 ]       |